# Easy Rider (groupe)
Pour les articles homonymes, voir Easy Rider.
Easy Rider est un groupe espagnol de power metal, originaire de Madrid. Leur style musical oscille entre power metal et metal progressif.

## Histoire

### Débuts
Bien que la formation du groupe remonte à la fin des années 1980, les difficultés à stabiliser le groupe avec un chanteur permanent, parmi lesquels José Andrëa (qui triomphera des années plus tard avec Mägo de Oz) ou Gabriel Boente (qui rejoindra plus tard Saratoga), ont grandement retardé leur début d'enregistrement,. Le groupe est formé à l'origine par Javier Villanueva (guitare), Daniel Castellanos (guitare), José A. Villanueva (basse) et Antonio M. Chaves (batterie). En raison des difficultés à trouver un chanteur, Javier Villanueva assume cette tâche de 1992 à 1996. Le groupe devient de plus en plus populaire en sortant plusieurs démos et en donnant des concerts dans toute l'Espagne. Cependant, le groupe continue à chercher un chanteur qui puisse s'adapter à ses besoins et donner libre cours à sa créativité. C'est en 1996 qu'Eugenio Garañeda rejoint le groupe en tant que chanteur. Dès lors, Easy Rider accélère la machine musicale, sort une nouvelle démo et est signé par le label Soho Music.

### Premiers albums
Leur premier album, Perfecta creación, sort en 1997. Cet album contient des chansons en anglais et en espagnol, et est bien accueilli par la critique et le public. En 1998, ils sortent l'album Lord of the Storm, dans lequel ils chantent uniquement en anglais, avec l'intention de se lancer sur le marché international. En 1999, le magazine Heavy Rock leur décerne le prix Grupo Revelación lors de son Rockferendum annuel. La popularité du groupe s'accroit rapidement, et il donne des concerts avec des groupes établis comme Yngwie J. Malmsteen, Blind Guardian ou Manowar, et s'est produit dans des festivals comme l'Eurometal 99 (avec la présence de groupes internationaux comme Gamma Ray, HammerFall, Angra et Stratovarius) ou Rock Machina 2000.
Au milieu de l'année 2000, Easy Rider rompt le contrat qui le liait à son précédent label, et signe avec Locomotive Music pour enregistrer ce qui allait être son troisième album. Evilution sort en octobre 2000. D'un point de vue musical, cet album démontre la versatilité du groupe à évoluer dans un large spectre de tendances rock et heavy metal. En janvier 2001, Eugenio Garañeda (chanteur) quitte le groupe sans préavis. Ce contretemps contraint le groupe à suspendre complètement le Evilution Tour 2001, et tous les engagements qu'il avait prévus en Espagne et à l'international. Le batteur Antonio M. Chaves décide également que, pour des raisons familiales, c'était le meilleur moment pour quitter le groupe.

### Groupes parallèles
Après avoir terminé le Animal on the Loose Tour '04, les membres du groupe combinent les concerts d'Easy Rider avec d'autres projets. D'une part, ils forment Neomenia avec le chanteur Toni Menguiano et, d'autre part, ils travaillent également avec d'autres groupes : Rafa Díaz rejoint Barón Rojo, Dani Castellanos forme Casa de Fieras, et Ron Finn devient le leader du cover band Wildside, basé à Boston.
En septembre 2008, Easy Rider donne son concert d'adieu à Madrid. Lors de ce concert, les anciens membres du groupe, Eugenio Garañeda et Antonio M. Chaves, ainsi que le chanteur de Neomenia, Toni Menguiano, collaborent à certaines chansons.

### Retour et autres albums
En octobre 2013, le groupe annonce son retour en activité à l'occasion de son 25e anniversaire et confirme qu'il prépare un nouvel album studio. Finalement, en octobre 2014, sort From the Darkness, un album-concept qui s'articule autour de la vision d'un monde dystopique après une crise profonde, dans lequel une guerre mondiale éclate, menée par de grandes entreprises mondiales qui ont finalement fini par asservir les gens après leur avoir promis un avenir meilleur. L'album parle de lutte, de rébellion et de retour à la lumière depuis l'ombre. Pour cet album, un vidéoclip est enregistré pour la chanson Defiance, le premier vidéoclip de l'histoire du groupe. Juste avant le début de la tournée de présentation du nouvel album, Rafa Díaz doit quitter le groupe car Barón Rojo ne veut pas le laisser jouer dans un autre groupe que le sien. Il est remplacé par l'ancien batteur du groupe, Antonio M. Chaves.

### Nouvelle formation
Fin avril 2020, le groupe publie un communiqué annonçant la composition de nouvelles chansons et la préparation d'une nouvelle setlist pour les concerts, mais sans Ron Finn en tant que chanteur. Le communiqué explique que la raison du départ du chanteur est due à la difficulté d'organiser des concerts, puisqu'il vit aux États-Unis et le reste en Espagne, ce qui va être encore plus important en raison des limitations de circulation des personnes causées par la pandémie de Covid-19. Il est également précisé qu'il s'agissait d'une décision consensuelle et amicale.
Ainsi, avec Javier Villanueva et Dani Castellanos à la guitare et José A. Villanueva à la basse, le groupe accueille deux nouveaux éléments importants : José Roldán en tant que nouveau batteur et, pour la première fois de son histoire, une chanteuse, Dess. Pour présenter le nouveau groupe, Easy Rider réenregistre la chanson Evilution et sort un vidéoclip officiel. Malgré les difficultés causées par la pandémie, ils commencent à tourner en Espagne,,. En 2021, ils sortent Metamorphosis, un album contenant des versions de leurs trois premiers albums chantées par leur nouvelle chanteuse. En mai 2022, ils sortent The Deal, le premier aperçu de leur nouvel album.

## Membres

### Membres actuels
- Dess Díaz — chant (depuis 2020)
- Javier Villanueva — guitare (depuis 1988)
- Daniel Castellanos — guitare (depuis 1988)
- José A. Villanueva — basse (depuis 1988)
- José Roldán — batterie (depuis 2020)

### Anciens membres
- Antonio M. Chaves — batterie (1988-2001, 2014-2015)
- Eugenio Garañeda — chant (1996-2001)
- Ron Finn — chant (2001-2020)
- Rafa Díaz — batterie (2001-2014)

## Discographie
- 1997 : Perfecta Creación
- 1999 : Lord of the Storm
- 2000 : Evilution
- 2002 : Regeneration
- 2003 : Animal
- 2014 : From the Darkness
- 2021 : Metamorphosis